# Johann Matthäus Bechstein

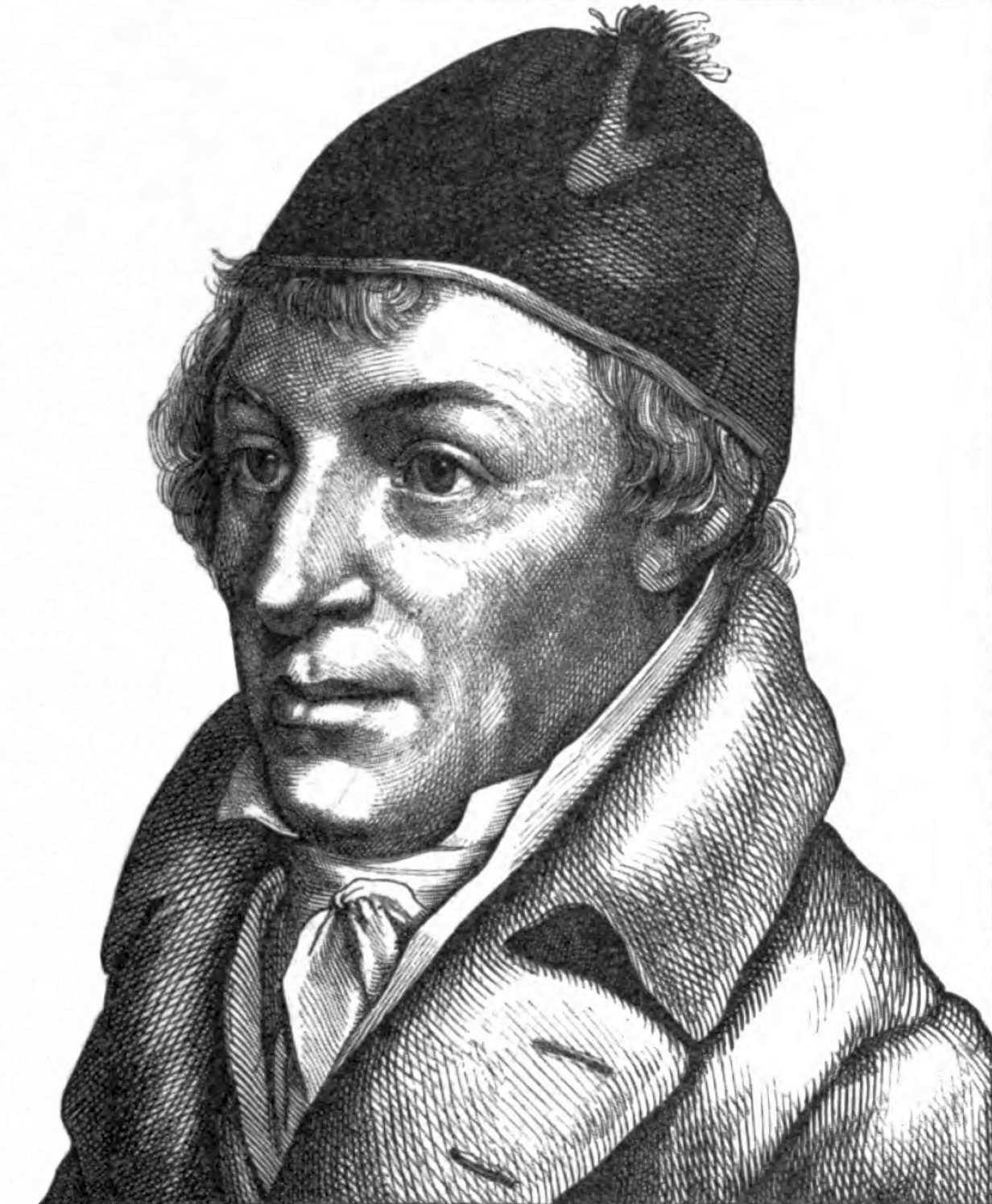
Johann Matthäus Bechstein

Johann Matthäus Bechstein (Waltershausen, 11 juli 1757 – Dreißigacker (Meiningen), 23 februari 1822) was een Duits zoöloog.
Bechstein werd geboren in Waltershausen in het district Gotha in Thüringen. Hij was het hoofd van de bosbouwschool in Meiningen. Bechstein was een productief en toegewijd zoöloog en een van de eerste die zich bekommerde om het behoud van het natuurlijk milieu. Zo pleitte hij voor de bescherming van dieren die in zijn tijd als een plaag werden gezien, zoals vleermuizen. Daarnaast was hij ornitholoog en gaf als eerste een wetenschappelijke beschrijving van meer dan 20 vogelsoorten waaronder de poelruiter en de sperwergrasmus.
Tot Bechsteins belangrijkste publicaties behoren:
- Gemeinnützige Naturgeschichte Deutschlands (1789-1795)
- Johann Lathams Allgemeine Übersicht der Vögel (1791-1812)
- Kurzgefasste gemeinnützige Naturgeschichte (1792-1797)
- Ornithologisches Taschenbuch (1802-1803)

Johann Matthäus Bechstein was de stiefvader van de schrijver Ludwig Bechstein.
- Author citation (botany): Bechst.
- Gemeinsame Normdatei: 11933237X
- International Standard Name Identifier: 0000 0001 0962 7684
- Library of Congress Control Number: n84012077
- Nationale Bibliotheek van Tsjechië: xx0023815
- Nationale bibliotheek van Australië: 35646773
- Nederlandse Thesaurus van Auteursnamen: 071557938
- Système universitaire de documentation: 117844098
- Trove: 1025755
- Virtual International Authority File: 30344360
- WorldCat: E39PBJr7Y44gd4VDrHRyGHRh73